# 沖縄県道14号線
沖縄県道14号線（おきなわけんどう14ごうせん）は沖縄県名護市字源河と国頭郡東村字有銘とを結ぶ一般県道。通称・源河有銘横断道路。

## 概要

### 区間
- 起点：名護市字源河（国道58号）
- 終点：国頭郡東村字有銘（国道331号）
- 総延長：8.46km（実延長も同じ）

### 通過自治体
- 名護市 － 国頭郡東村

### 交差する路線
- 国道58号（起点）
- 国道331号（終点）

### 路線バス
2017年10月より、東村が村独自のコミュニティバスの運行を開始（2018年10月より東村内の既存路線バスが廃止され、完全移行）。国道58号を通る67番（辺土名線）との接続しやすいように、平日は「平良・源河線」が名護市源河から当県道を通って国道331号経由で東村役場とを結んでいるほか、一部は県道70号経由で高江まで乗り入れている（土休日は「高江・源河線」となり、全便高江まで乗り入れ）。なお東村内に名護方面からの路線バスが乗り入れていた時代に当県道を通った路線はない。

## 歴史・特徴
1955年（昭和30年）に琉球政府道14号線として指定、1972年（昭和47年）の本土復帰とともに県道14号線となった。山間部を通るため、当時整備されたのは起点の名護市字源河と終点の東村字有銘のそれぞれの集落部の僅かな部分のみだったが、（政府道時代から）指定から30年経った1980年代半ばになってようやく全線開通した。東村南部や名護市天仁屋方面から名護市街へ通じる重要な生活道路となった。この路線が開通するまでは東村平良経由大宜味村塩屋廻りか名護市二見廻りの2通りで遠回りしなければならなかった。
2024年（令和6年）11月8日から10日にかけて沖縄県北部に集中豪雨。14号線が各地で寸断されて通行止。